# Hütte (Schalksmühle)
Hütte ist ein Ortsteil und ehemaliger Industriestandort in der Gemeinde Schalksmühle im Märkischen Kreis im Regierungsbezirk Arnsberg in Nordrhein-Westfalen (Deutschland).

## Lage und Beschreibung
Der ursprüngliche Wohnplatz Hütte befindet sich nahe dem Schalksmühler Kernort im Volmetal an der Bundesstraße 54 in Höhe der Einmündung der Landesstraße 868, die hier auf einer Brücke die Volme überquert. Gegenüber dem Ortsbereich mündet die Hälver in die Volme. Die Bahnstrecke Hagen–Dieringhausen verläuft auf der anderen Seite der Volme.
Zusätzlich zu den noch heute vorhandenen Wohngebäuden der Ursprungssiedlung zählt zudem heute auch die Wohnbebauung und eine Zweigstelle der Märkischen Werkstätten des Ev. Johanneswerk an der Schulstraße zu dem Ortsbereich.
Weitere Nachbarorte auf dem Schalksmühler Gemeindegebiet sind neben dem Kernort Flaßkamp, Neuenbrücke, Klagebach, Klagebacherhammer, Waldesruh, Dahlhausen, Unterwippekühl, Oberklagebach, Asenbach, Am Neuenhaus, Löh und Wippekühl.

## Geschichte
Hütte gehörte bis zum 19. Jahrhundert der Wester Bauerschaft des Kirchspiels Hülscheid an. Ab 1816 war der Ort Teil der Gemeinde Hülscheid in der Bürgermeisterei Halver im Kreis Altena und war laut der Ortschafts- und Entfernungs-Tabelle des Regierungs-Bezirks Arnsberg als Hammerwerk kategorisiert.
1844 wurde die Gemeinde Hülscheid mit Hütte von dem Amt Halver abgespaltet und dem neu gegründeten Amt Lüdenscheid zugewiesen. 1877 wurde das Hammerwerk an der Volme Holthaus Hammer genannt. Die Wasserkraft der Volme wurde in zwei Hammergebäuden genutzt, deren Wasserräder mittels eines Stauteichs Wasser zugeführt bekamen.
In den 1870/80er Jahren wurde nahe dem Ort die Bahnstrecke Hagen–Dieringhausen gebaut. Ebenfalls in der zweiten Hälfte des 19. Jahrhunderts wurde die Straße im Volmetal trassiert, die heutige Bundesstraße 54.
Ab der Preußischen Neuaufnahme von 1892 ist der Ort auf Messtischblättern der TK25 unbeschriftet, ab der Ausgabe 1921 als Hütte beschriftet verzeichnet. Das Gemeindelexikon für die Provinz Westfalen gibt 1905 für Hütte eine Zahl von 14 Einwohnern an, die in zwei Wohnhäusern lebten.
In der 1950/60er Jahren wurde oberhalb der Wohnplatzes die heutige Schulstraße angelegt und ein Schulgebäude errichtet. Das Gebäude wird heute als Werkstatt für behinderte Menschen genutzt.
1969 wurden die Gemeinden Hülscheid und Schalksmühle zur amtsfreien Großgemeinde (Einheitsgemeinde) Schalksmühle im Kreis Altena zusammengeschlossen und Lauenscheiderohl gehört seitdem politisch zu Schalksmühle, das 1975 auf Grund des Sauerland/Paderborn-Gesetzes Teil des neu geschaffenen Märkischen Kreises wurde.
In den 1980er Jahren wurde in Höhe von Hütte eine neue Volmebrücke für die Landesstraße 868 errichtet, die den gesamten Straßenverkehr aus dem Zentrum in die östlichen Ortsteile aufnimmt.
Der Stauteich des Hammerwerks bei Hütte bestand noch bis in das 21. Jahrhundert und wurde nach 2009 zugeschüttet. Auf dem Gelände befindet sich heute einer Parkanlage mit Spielplatz.